# Мамонтов, Аркадий Павлович
Мамонтов Аркадий Павлович (род. 18 сентября 1934 года, г. Тюмень) — специалист в области ядерной физики, взаимодействия ионизирующего излучения и заряженных частиц с материалами. Доктор физико-математических наук, профессор кафедры общей физики Томского политехнического института.

## Биография
Мамонтов Аркадий Павлович родился 18 сентября 1934 года в семье служащих. В 1952 году успешно окончил учебу в томской средней школе № 43. В 1958 году окончил физико-технический факультет (ФТФ) Томского политехнического института. Продолжил учебу в аспирантуре Томского политехнического института (1961—1962). В 1970 году защитил кандидатскую диссертацию.
По окончании учебы, с 1958 по 1964 год работал при Томском политехническом институте — в Научно-исследовательском институте ядерной физики, электроники и автоматики. В 1964—1989 годах работал в должности начальника лаборатории Научно-исследовательского института полупроводниковых приборов, в последующем работал на кафедре общей физики ТПУ.
В 1994 году защитил докторскую диссертацию, получил ученую степень доктора физико-математических наук. Своими наставниками и учителями считает профессора Томского университета В. А. Преснова, профессоров Б. А. Кононова и И. П. Чучалина, доцента М. Ф. Филиппова.
Область научных интересов: исследования взаимодействия ионизирующего излучения и заряженных частиц с металлами, полупроводниками, композиционными материалами и сплавами,  физические основы разработки изделий опто- и микроэлектроники, способных работать при проникающей радиации и в открытом космосе.  Им был открыт эффект воздействия малых доз ионизирующего излучения. На основе этого эффекта были разработаны радиационные технологические процессы.
Мамонтов Аркадий Павлович является автором около 200 научных работ. В Томском политехническом институте он читал курсы лекций: «Радиоактивные изотопы и их применение»; «Методы измерения параметров полупроводников и полупроводниковых приборов», «Общая физика».
Аркадий Павлович состоит в докторском диссертационном совете в ТПУ, является членом Областного совета Всероссийского общества изобретателей и рационализаторов.

## Награды и звания
- Орден «Знак Почета» (1971);
- Медаль «За доблестный труд. В ознаменование 100-летия со дня рождения В. И. Ленина» (1970);
- Действительный член, член президиума Международной академии авторов научных открытий и изобретений;
- Заслуженный изобретатель Российской Федерации (1993);
- Почетный профессор Европейского университета.